# Chris Blackwell

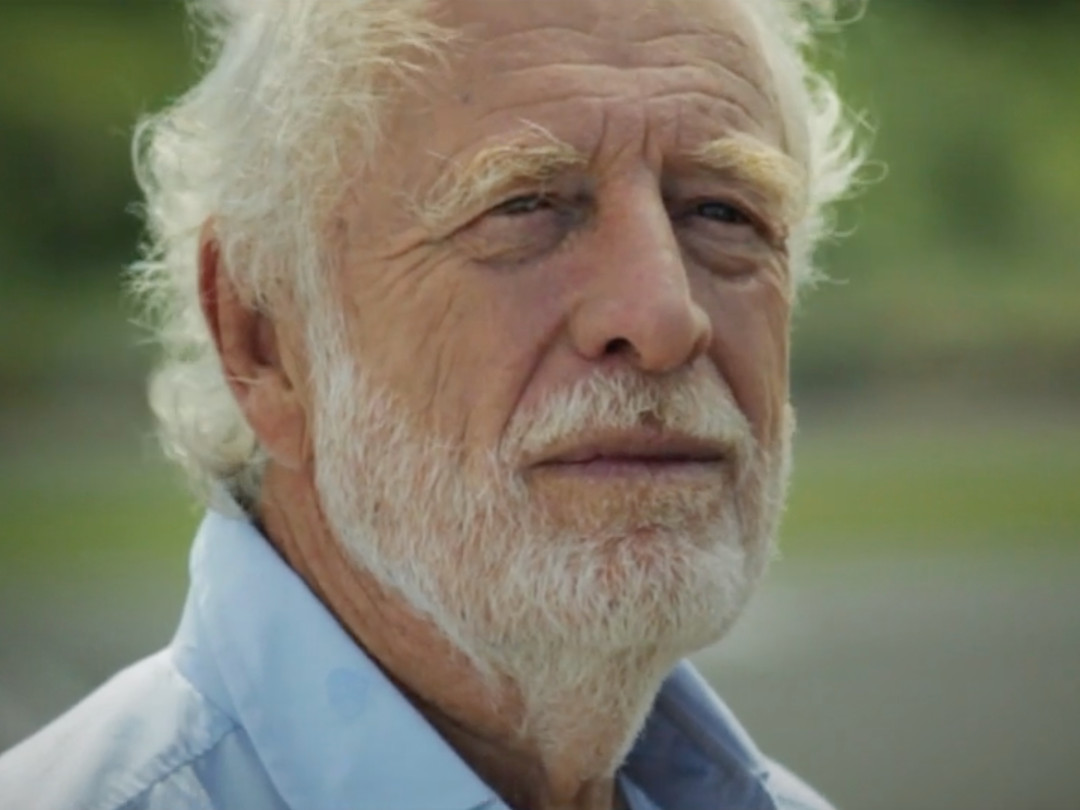
Chris Blackwell, 2015

Chris Blackwell (* 22. Juni 1937 in London) ist ein britischer Rockmusik-Produzent, der vor allem als Gründer von Island Records und Trojan Records Berühmtheit erlangt hat.

## Werdegang
Blackwell wuchs größtenteils in Jamaika auf, wo er 1959 mit Graeme Goodall und Leslie Kong das Musiklabel Island Records gründete. Die erste veröffentlichte Aufnahme war das Jazz-Album Lance Haywood at the Half Moon Hotel, Montego Bay des Pianisten Lance Hayward aus Bermuda, mit Ernest Ranglin als Leader auf der B-Seite und aufgenommen bei Federal Records. Ab 1960 begann Blackwell nun vor allem jamaikanische Popmusik zu produzieren, mit Laurel Aitkens Little Sheila machte er einen Number-1-Hit auf der Insel.
1962 kam ein Büro in Großbritannien hinzu. Die Spencer Davis Group und Millie Small (My Boy Lollipop) gehörten zu den ersten Interpreten, die Island unter Vertrag nahm. Im Bereich des Reggae hatte das Plattenlabel mit Toots & the Maytals, den Skatalites und Jackie Edwards eine gute Bandbreite von Künstlern. Nachdem 1967 die Band Traffic bei Island unterschrieb, begann sich das Label immer mehr in Richtung Rockmusik zu bewegen. Den Bereich der jamaikanischen Musik übernahm nun das von Blackwell und Lee Gophtal neu gegründete Label Trojan Records. Bis zum Beginn der 1970er Jahre produzierte Blackwell unter anderem Alben von Emerson, Lake & Palmer, Blind Faith, Fairport Convention, Jethro Tull, King Crimson, Free, Cat Stevens und Roxy Music.
Im Jahr 1973 war Blackwell der Produzent von Bob Marleys Album Catch a Fire, womit Island dann auch wieder Reggae-Aufnahmen zu veröffentlichen begann, darunter einige von Burning Spear, Black Uhuru, Sly & Robbie und Third World. Marley sollte bis zu seinem Tod 1981 einer der wichtigsten Künstler des Labels bleiben.
Ende der 1970er Jahre bereiste Blackwell dann die USA, um auch dort Interpreten für sein Label zu gewinnen. Zu den Bands und Musikern, die Island in den 1980er Jahren unter Vertrag hatte, gehören unter anderem U2, The Pogues, Robert Palmer, Melissa Etheridge, Tom Waits, Anthrax, The Cranberries und Julian Cope. Mit dem Sublabel Mango und King Sunny Ade brachte Blackwell auch Weltmusik zu Island Records. 1977 gründete er auf den Bahamas die Compass Point Studios.
1982 produzierte er auf Jamaika den Musikfilm Countryman.
1989 verkaufte Blackwell das Label dann an A&M Records und trennte sich 1997 vollständig von ihm. Gemeinsam mit dem Trip-Hop-Musiker Tricky gründete Chris Blackwell 2007 eine neue Plattenfirma namens Brown Punk Records.

## Auszeichnungen
- 2001: Aufnahme in die Rock and Roll Hall of Fame in der Kategorie „Non-Performers“
- 2004: Verleihung des Order of Jamaica, des vierthöchsten Ordens Jamaikas.[4]
- 2023: Polar Music Prize